# Глисон, Брин
Брин Глисон (англ. Brian Gleeson; род. 14 ноября 1987 года) — ирландский актёр. Известен своими ролями в фильмах «Мама!», «Призрачная нить» и в сериалах «Портал юрского периода», «Любовь/Ненависть». С пятого сезона (2019 год) появляется в одной из главных ролей (Джимми Маккаверн) популярного телесериала «Острые козырьки». В 2021 году принимает участие в создании и играет роль главного героя, Фрэнка Мэррона в комедийном ирландском мини-сериале Frank of Ireland.

## Биография
Брин Глисон родился в Дублине в семье ирландского актёра Брендана Глисона и его жены Мэри. Он является младшим братом актёра Донала Глисона и писателя Рори Глисона. Он вырос в Малахайде, Дублин. Играл в школьных постановках, а потом присоединился к молодёжной труппе театра Gaiety.

## Фильмография
| Год  | Название                | Роль            | Примечания               |
| ---- | ----------------------- | --------------- | ------------------------ |
| 2006 | Хвост тигра             | Коннор О’Лири   |                          |
| 2010 | Норин                   | Фрэнк Шиан      | короткометражка          |
| 2010 | Пробуждающийся лес      | Мартин О’Ши     |                          |
| 2011 | Орёл Девятого легиона   | путешественник  |                          |
| 2012 | Белоснежка и охотник    | Гас             |                          |
| 2013 | Кода                    |                 | короткометражка; озвучка |
| 2013 | Как быть счастливым     | Кормак          |                          |
| 2013 | Мальчишник по-ирландски | Саймон          |                          |
| 2013 | Останься                | Лиам Михан      |                          |
| 2014 | Тьма на окраине города  | Вёрджил О’Райли |                          |
| 2014 | На паузе                | Алан            |                          |
| 2016 | Рейд тигров             | Джо             |                          |
| 2016 | Кредо убийцы            | молодой Джозеф  | [ 3 ]                    |
| 2017 | Удача Логана            | Сэм Бэнг        |                          |
| 2017 | Мама!                   | младший брат    |                          |
| 2019 | Хеллбой                 | Мерлин          |                          |

| Год       | Название               | Роль              | Примечания  |
| --------- | ---------------------- | ----------------- | ----------- |
| 2007—2009 | В одиночку             | Катал             | 7 эпизодов  |
| 2010      | Любовь/Ненависть       | Хьюи Пауэр / Хьюи | 4 эпизода   |
| 2011      | Портал юрского периода | Рэй Леннон        | 1 эпизод    |
| 2014      | Квирк                  | Синклер           | 3 эпизода   |
| 2015      | Каменное Устье         | Пауэлл Имри       | 2 эпизода   |
| 2016      | Восстание              | Джимми            | 5 эпизодов  |
| 2019—     | Острые козырьки        | Джимми Маккаверн  | 5 эпизодов  |
| 2021—     | Frank of Ireland       | Фрэнк Мэррон      | 6 эпизодов  |
| 2022      | Заговор сестёр Гарви   | Томас Клаффин     | 10 эпизодов |
| 2022      | Мандалорец             | Брендол Хакс      | 1 эпизод    |